# ЛГБТ-туризм у Бразилії

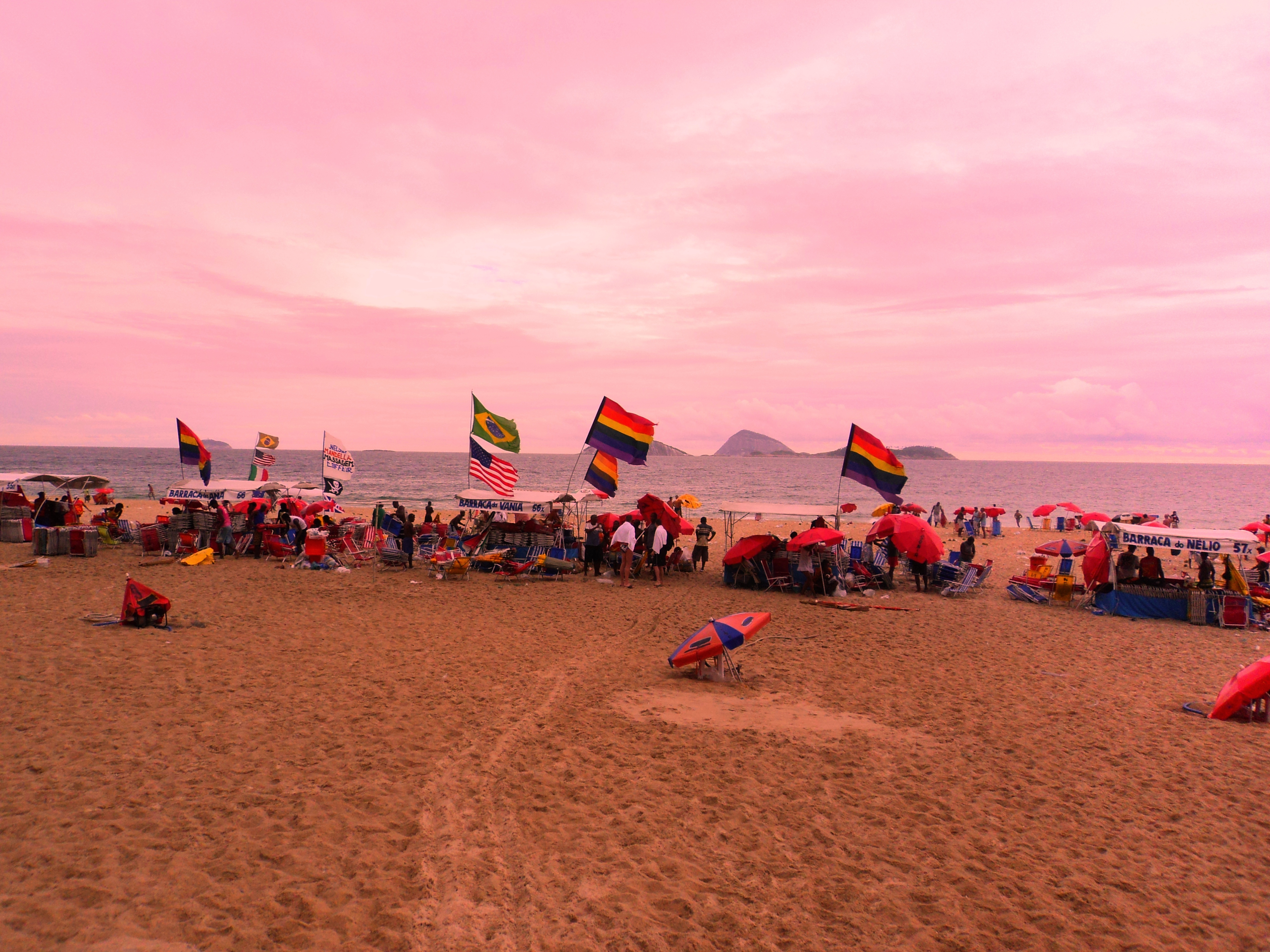
ЛГБТ Іпанема, в Ріо-де-Жанейро

ЛГБТ-туризм в Бразилії — одна з форм туризму на ринку: геїв, лесбійок, бісексуалів і трансгендерів (ЛГБТ) людей, які їдуть до Бразилії. Місто Ріо-де-Жанейро було обрано найкращим ЛГБТ-містом кінцевого призначення у всьому світі, відповідно американському Logo channel, що належить Viacom Media Networks. Ріо-де-Жанейро також був обраний найбільш сексуальним містом світу для ЛГБТ, за даними американського Logo channel і TripOutGayTravel. У 2014 році, Бразилія і США стали двома країни які найбільше хотіли іноземних туристів ЛГБТ, згідно агенції World Travel Market.
Близько 26 % відвідувачів Сан-Паулу, Ріо-де-Жанейро, Флоріанополіс, Сальвадору і Форталеза є ЛГБТ. Бразилія має більш ніж 6000 гей-френдлі готелів і хостелів, а зареєстровані турагентства в основному спеціалізується на гей-орієнтованих сайтах, які є основним джерелом інформації для мандрівників. Установи отримують стікери з веселкою, світовим символом гей-руху.
Під час карнавалу в Ріо-де-Жанейро в 2014 році, 30,75 % з доходів від туризму було від ЛГБТ. Загальна кількість становила $ 1,5 млрд, і 461 млн геїв і лесбійок. Більшість туристів у Бразилії були зі штатів Сан-Паулу і Мінас Жерайс, і з інших країн були: США, Велика Британія та Канада.
Бразильські ЛГБТ-прайди отримують мільйони готівкою щороку. Тільки Гей-прайд-парад в Сан-Пауло, з 3500000 учасників, залучає 400000 ЛГБТ туристів, які приносять в казну держави, близько $ 70 млн євро або $ 160 млн реалів.
Гей-спільнота стала пріоритетом для бізнес-туризму і готельного сектору в Бразилії. Розрахунки показують, що ця ніша відповідно за рік вводить майже $ 200 мільярдів в Бразильську економіку. 21 жовтня 2010 року, було підписано угоду в місті Ріо-де-Жанейро, щоб стимулювати ЛГБТ-туристів, що приїжджають до Бразилії і збільшенню пропозиції місць для цієї публіки в побутовому секторі. В угоді взяли участь міністр туризму, президент Ембратур, і президент Асоціації гей-туризму. Угода, підписана в Файр у США Abav (Бразильська асоціація туристичних агентств), забезпечує стимуляцію для кваліфікованих фахівців, що працюють в туристичних послугах, дій з підтримки збуту продукції, послуг та кварталіг для ЛГБТ-туризму.
Згідно Out Now Consulting, в 2010 році, ЛГБТ споживачі, які проживають в Аргентині отримали в цілому 4 мільярди доларів США за рахунок гей-туристів. У Мексиці, ЛГБТ-туристи витратили 8 мільярдів доларів США в відпочинок, в той час як ЛГБТ-бразильці витратили більше, ніж 20 мільярдів доларів США в туризм, найбільше в Латинській Америці. Бразилія — є найважливішим місцем ЛГБТ в країнах Латинської Америки, отримуючи прибуток в основному від громадян: США, англійців та шотландців, німців, французів, і голландців. За ЛГБТ додатками Grindr, місто Ріо-де-Жанейро має найкращі гей-пляжі світу, і місто Сан-Паулу має найкращий гей-парад світу.